# الخطوط الجوية الشرقية
الخطوط الجوية الشرقية (بالإنجليزية: Eastern Airways)‏ التي تأسست قانونًا باسم Air Kilroe Limited هي شركة طيران إقليمية بريطانية يقع مكتبها الرئيسي في مطار هامبرسايد بالقرب من قرية كيرمنجتون، شمال لينكولنشاير، إنجلترا. وهي تدير خدمات تأجير محلية ودولية وخاصة. تنقل حوالي 800,000 مسافر سنويًا على شبكة الطرق المجدولة.
لدى الشركة قواعد في أبردين وهامبرسايد ونيوكواي وساوثهامبتون. شركة الخطوط الجوية الشرقيةحاصلة على رخصة تشغيل من النوع A لهيئة الطيران المدني في المملكة المتحدة. يُسمح بنقل الركاب والبضائع والبريد على متن طائرة بها 20 مقعدًا أو أكثر وهي معتمدة من برنامج إياتا لتدقيق السلامة التشغيلية.